# سفارة تونس لدى قطر
سفارة تونس لدى قطر هي البعثة الدبلوماسية لجمهورية تونس لدى دولة قطر، وتقع بالعاصمة الدوحة.